# Alligny-en-Morvan
Alligny-en-Morvan is een gemeente in het Franse departement Nièvre (regio Bourgogne-Franche-Comté) en telt 657 inwoners (2009). De plaats maakt deel uit van het arrondissement Château-Chinon (Ville).

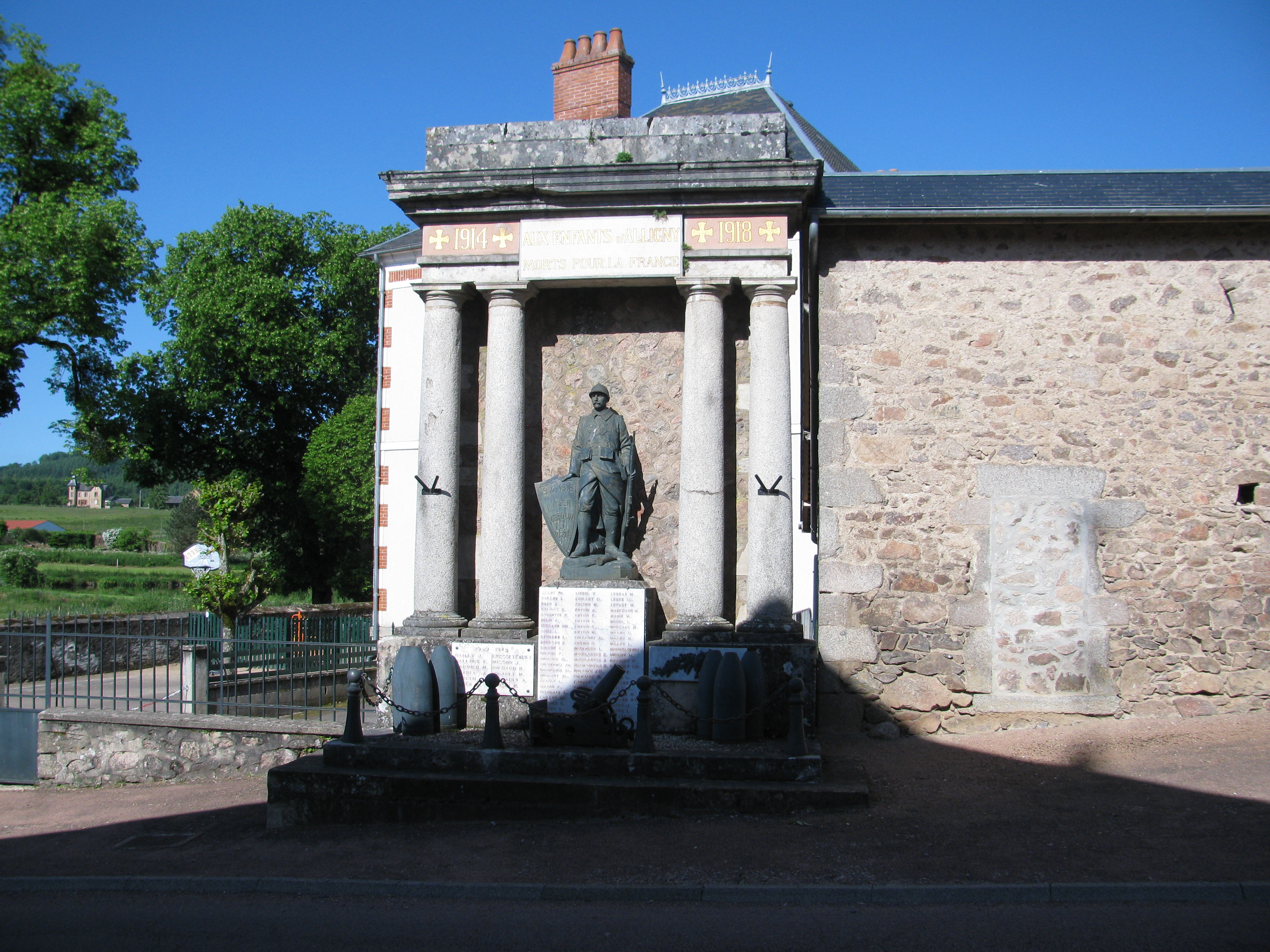
Oorlogsmonument

## Geografie
De oppervlakte van Alligny-en-Morvan bedraagt 48,5 km², de bevolkingsdichtheid is 13,4 inwoners per km².
De onderstaande kaart toont de ligging van Alligny-en-Morvan met de belangrijkste infrastructuur en aangrenzende gemeenten.

## Demografie
Onderstaande figuur toont het verloop van het inwonertal (bron: INSEE-tellingen).